# 中華人民共和国の行政区分
中華人民共和国の行政区分（ちゅうかじんみんきょうわこくのぎょうせいくぶん）は、基本的には省級、地級、県級、郷級という4層の行政区のピラミッド構造から成る。郷級の下には住民自治の基層組織居委会や村委会などの基層自治組織が設けられている。
| 行政区  | 基本 | 人口集中地区 | 上位自治体の直轄 | 少数民族地域 | 内モンゴル     |
| ------- | ---- | ------------ | ---------------- | ------------ | -------------- |
| 1. 省級 | 省   | 直轄市       | 特別行政区       | 自治区       | 内蒙古自治区   |
| 2. 地級 |      | 副省級市     | 副省級区         | 副省級自治州 |                |
| 2. 地級 | 地   | 地級市       |                  | 自治州       | アイマク（盟） |
| 3. 県級 | 県   | 県級市       | 市轄区           | 自治県       | 旗、自治旗     |
| 4. 郷級 | 郷   | 鎮           | 県轄区、街道     | 民族郷       | ソム、民族ソム |

## 概要
中華人民共和国政府は台湾地区も自国領と見なしている。逆に、台湾地区を実効支配している中華民国政府も中国全土を領土とする建前を堅持している。中華人民共和国政府の実効支配について詳細は台湾問題を参照のこと。
中国は人口の4割が農業に従事する大きな領域国家である。このために地方行政を4層の垂直構造に分けて統治されている。最上層を第一級行政区画と呼び、中華人民共和国の広大な領域を23の省（英訳: province）、5つの自治区（英訳: Autonomous Region）、4つの直轄市（英訳: municipality）に水平分割している。2つの特別行政区（英訳: Special administrative Region）は厳密には第一級行政区画ではないが、実質的には同等に扱われている。
第二層の地級の行政単位は地級市、自治州、地区などがある。現在、中国は省と県・県級市の中間に位置する地級市に再編されつつある。地級市は市と称するものの、都市部と周辺の農村部を含む比較的大きな行政単位である。人口や面積といった規模は、日本の市より県に近い。自治州や地区は英語では prefecture と訳され、地級市は prefecture-level city と訳される。
第三層の行政単位が県、県級市である。中国では「市」の下部に「県」があることになり、英語では county と訳される。日本と比較した場合、県より郡に近い。日本における市に近いのは県級市で、英語では county-level city と訳される。1980年代の改革開放以降、直轄市や大都市（地級市）などで急速に都市化した市街地には県級行政区としての「市轄区」が設置される場合がある。
第四層の行政単位が郷や鎮などの郷級行政区である。英語では郷は township、鎮は town と訳される。日本における町村に近い存在である。内モンゴル自治区では郷級行政区としてソムがある。郷級の民族区域自治地区としては民族郷、（内モンゴルのみ）民族ソムがある。市轄区の管轄下では県級人民政府の出先機関である街道弁事処が管理する地区として「街道」が郷や鎮の代わりに設置される場合がある（つまり「街道」と呼ばれる地区は県級人民政府の直轄であり地方自治体政府機関を持たない）。1990年代以前に多数あった県轄区も現在では郷級行政区に区分されているが、2011年現在2区のみ存在している。「類似郷級行政単位」として、開発区、科学技術園、大学都市、農場、果樹園、さらには兵団、監獄などが認められている場合がある。

## 中華人民共和国の一級行政区画一覧
中華人民共和国は、22省（実効支配下にない台湾省を除く）・5自治区・4直轄市・2特別行政区に分けられ、計34の一級行政区が存在する。この表に挙げられた中華人民共和国の中国一級行政区は、公式規定により挙げたものである。
| 行政区画代碼 | 名称 （読み仮名）                         | 中国語表記       | 拼音                        | 略称             | 省都       | 区域     | 人口 （2020年） | 面積(km2) | 人口密度(/km2) |
| ------------ | ----------------------------------------- | ---------------- | --------------------------- | ---------------- | ---------- | -------- | --------------- | --------- | -------------- |
| 34           | 安徽省 （あんき）                         | 安徽省           | Ānhuī Shěng                 | 皖 Wǎn           | 合肥市     | 華東地区 | 61,027,171      | 139,900   | 436.2          |
| 35           | 福建省 （ふっけん）                       | 福建省           | Fújiàn Shěng                | 闽 Mǐn           | 福州市     | 華東地区 | 41,540,086      | 123,100   | 337.4          |
| 62           | 甘粛省 （かんしゅく）                     | 甘肃省           | Gānsù Shěng                 | 甘/陇 Gān/Lǒng   | 蘭州市     | 西北地区 | 25,019,831      | 366,500   | 68.27          |
| 44           | 広東省 （カントン）                       | 广东省           | Guǎngdōng Shěng             | 粤 Yuè           | 広州市     | 中南地区 | 126,012,510     | 197,100   | 639.3          |
| 52           | 貴州省 （きしゅう）                       | 贵州省           | Guìzhōu Shěng               | 黔/贵 Qián/Guì   | 貴陽市     | 西南地区 | 38,562,148      | 174,000   | 221.6          |
| 46           | 海南省 （かいなん）                       | 海南省           | Hǎinán Shěng                | 琼 Qióng         | 海口市     | 中南地区 | 10,081,232      | 34,300    | 293.9          |
| 13           | 河北省 （かほく）                         | 河北省           | Héběi Shěng                 | 冀 Jì            | 石家荘市   | 華北地区 | 74,610,235      | 202,700   | 368.1          |
| 23           | 黒竜江省 （こくりゅうこう）               | 黑龙江省         | Hēilóngjiāng Shěng          | 黑 Hēi           | ハルビン市 | 東北地区 | 31,850,088      | 463,600   | 68.70          |
| 41           | 河南省 （かなん）                         | 河南省           | Hénán Shěng                 | 豫 Yù            | 鄭州市     | 中南地区 | 99,365,519      | 167,000   | 595.0          |
| 42           | 湖北省 （こほく）                         | 湖北省           | Húběi Shěng                 | 鄂 È             | 武漢市     | 中南地区 | 57,752,557      | 187,500   | 308.0          |
| 43           | 湖南省 （こなん）                         | 湖南省           | Húnán Shěng                 | 湘 Xiāng         | 長沙市     | 中南地区 | 66,444,864      | 210,500   | 315.7          |
| 32           | 江蘇省 （こうそ）                         | 江苏省           | Jiāngsū Shěng               | 苏 Sū            | 南京市     | 華東地区 | 84,748,016      | 102,600   | 826.0          |
| 36           | 江西省 （こうせい）                       | 江西省           | Jiāngxī Shěng               | 赣 Gàn           | 南昌市     | 華東地区 | 45,188,635      | 164,800   | 274.2          |
| 22           | 吉林省 （きつりん）                       | 吉林省           | Jílín Shěng                 | 吉 Jí            | 長春市     | 東北地区 | 24,073,453      | 187,000   | 128.7          |
| 21           | 遼寧省 （りょうねい）                     | 辽宁省           | Liáoníng Shěng              | 辽 Liáo          | 瀋陽市     | 東北地区 | 42,591,407      | 151,000   | 282.1          |
| 63           | 青海省 （せいかい）                       | 青海省           | Qīnghǎi Shěng               | 青 Qīng          | 西寧市     | 西北地区 | 5,923,957       | 721,000   | 8.216          |
| 61           | 陝西省 （せんせい）                       | 陕西省           | Shǎnxī Shěng                | 陕/秦 Shǎn/Qín   | 西安市     | 西北地区 | 39,528,999      | 195,800   | 201.9          |
| 37           | 山東省 （さんとう）                       | 山东省           | Shāndōng Shěng              | 鲁 Lǔ            | 済南市     | 華東地区 | 101,527,453     | 153,300   | 662.3          |
| 14           | 山西省 （さんせい）                       | 山西省           | Shānxī Shěng                | 晋 Jìn           | 太原市     | 華北地区 | 34,915,616      | 157,100   | 222.3          |
| 51           | 四川省 （しせん）                         | 四川省           | Sìchuān Shěng               | 川/蜀 Chuān/Shǔ  | 成都市     | 西南地区 | 83,674,866      | 487,000   | 171.8          |
| 53           | 雲南省 （うんなん）                       | 云南省           | Yúnnán Shěng                | 滇/云 Diān/Yún   | 昆明市     | 西南地区 | 47,209,277      | 436,200   | 108.2          |
| 33           | 浙江省 （せっこう）                       | 浙江省           | Zhèjiāng Shěng              | 浙 Zhè           | 杭州市     | 華東地区 | 64,567,588      | 101,800   | 634.3          |
| 45           | 広西チワン族自治区 （こうせいチワンぞく） | 广西壮族自治区   | Guǎngxī Zhuàngzú Zìzhìqū    | 桂 Guì           | 南寧市     | 中南地区 | 50,126,804      | 220,400   | 227.4          |
| 15           | 内モンゴル自治区 （うちモンゴル）         | 内蒙古自治区     | Nèi Měnggǔ Zìzhìqū          | 内蒙古 Nèiměnggŭ | フフホト市 | 華北地区 | 24,049,155      | 1,177,500 | 20.42          |
| 64           | 寧夏回族自治区 （ねいかかいぞく）         | 宁夏回族自治区   | Níngxià huízú Zìzhìqū       | 宁 Níng          | 銀川市     | 西北地区 | 7,202,654       | 66,400    | 108.5          |
| 65           | 新疆ウイグル自治区 （しんきょうウイグル） | 新疆维吾尔自治区 | Xīnjiāng Wéiwú'ěr Zìzhìqū   | 新 Xīn           | ウルムチ市 | 西北地区 | 25,852,345      | 1,646,900 | 15.70          |
| 54           | チベット自治区 （チベット）               | 西藏自治区       | Xīzàng Zìzhìqū              | 藏 Zàng          | ラサ市     | 西南地区 | 3,648,100       | 1,221,600 | 2.986          |
| 11           | 北京市 （ペキン）                         | 北京市           | Běijīng Shì                 | 京 Jīng          |            | 華北地区 | 21,893,095      | 16,800    | 1,303          |
| 50           | 重慶市 （じゅうけい）                     | 重庆市           | Chóngqìng Shì               | 渝 Yú            |            | 西南地区 | 32,054,159      | 82,000    | 390.9          |
| 31           | 上海市 （シャンハイ）                     | 上海市           | Shànghǎi Shì                | 沪 Hù            |            | 華東地区 | 24,870,895      | 6,200     | 4,011          |
| 12           | 天津市 （てんしん）                       | 天津市           | Tiānjīn Shì                 | 津 Jīn           |            | 華北地区 | 13,866,009      | 11,300    | 1,227          |
| 82           | マカオ特別行政区 （マカオ）               | 澳门特别行政区   | Àomén Tèbié Xíngzhèngqū     | 澳 Ào            |            | 中南地区 | 682,070         | 30.3      | 22,511         |
| 81           | 香港特別行政区 （ホンコン）               | 香港特别行政区   | Xiānggǎng Tèbié Xíngzhèngqū | 港 Gǎng          |            | 中南地区 | 7,413,070       | 1,083     | 6,847          |

- 省名に付く漢字は、河が黄河、湖が洞庭湖、江が長江、山が太行山脈を意味する。
- 台湾省（行政区画代碼＝71）は日本（尖閣諸島）と中華民国（その他全域）の実効支配下にあり、中華人民共和国の施政権が及んでいない（台湾問題も参照）。そのため、公式には23省が定められているが、実質的には22省のみが存在している。
- 香港とマカオは返還された年（香港：1997年、マカオ：1999年）から50年間は返還される前と同じ行政体系をそのまま維持することが認められている。その為オリンピックなどの国際スポーツ競技会では香港、マカオは独自のチームを編成している。
- 日本語において名称の漢字部分を読む場合、日本語の音読みを用いることが一般的である。ただし、広東省や北京市のように日本語の音読みでない読みを用いる場合がある（上表では片仮名で表記）。

## 廃止された行政区
- 綏遠省（1954年、内モンゴル自治区に編入）
- 西康省（1939年の建省時、省面積の半分を占める金沙江以西の地は、チベットのガンデンポタンの実効支配下にあった。1950年、中華人民共和国のもとで、「西康省蔵族自治区」として発足、東南部の一部地区は雲南省に移管、金沙江以西の地は、正式に西蔵に帰属。1955年、省が廃止されて自治州に格下げ、カンゼ・チベット族自治州として四川省に編入）
- 察哈爾省（1952年、河北省・内モンゴル自治区に分割編入）
- 平原省（1952年、河南省・山東省に分割編入）
- 熱河省（1955年、河北省・遼寧省・内モンゴル自治区に分割編入）
- 松江省（1954年、黒竜江省に編入）
- 遼東省（1954年、一部が吉林省に編入。残る部分が遼西省の一部と新設合併、遼寧省に）
- 遼西省（1954年、一部が吉林省に編入。残る部分が遼東省の一部と新設合併、遼寧省に）